# 普蒂夫爾區

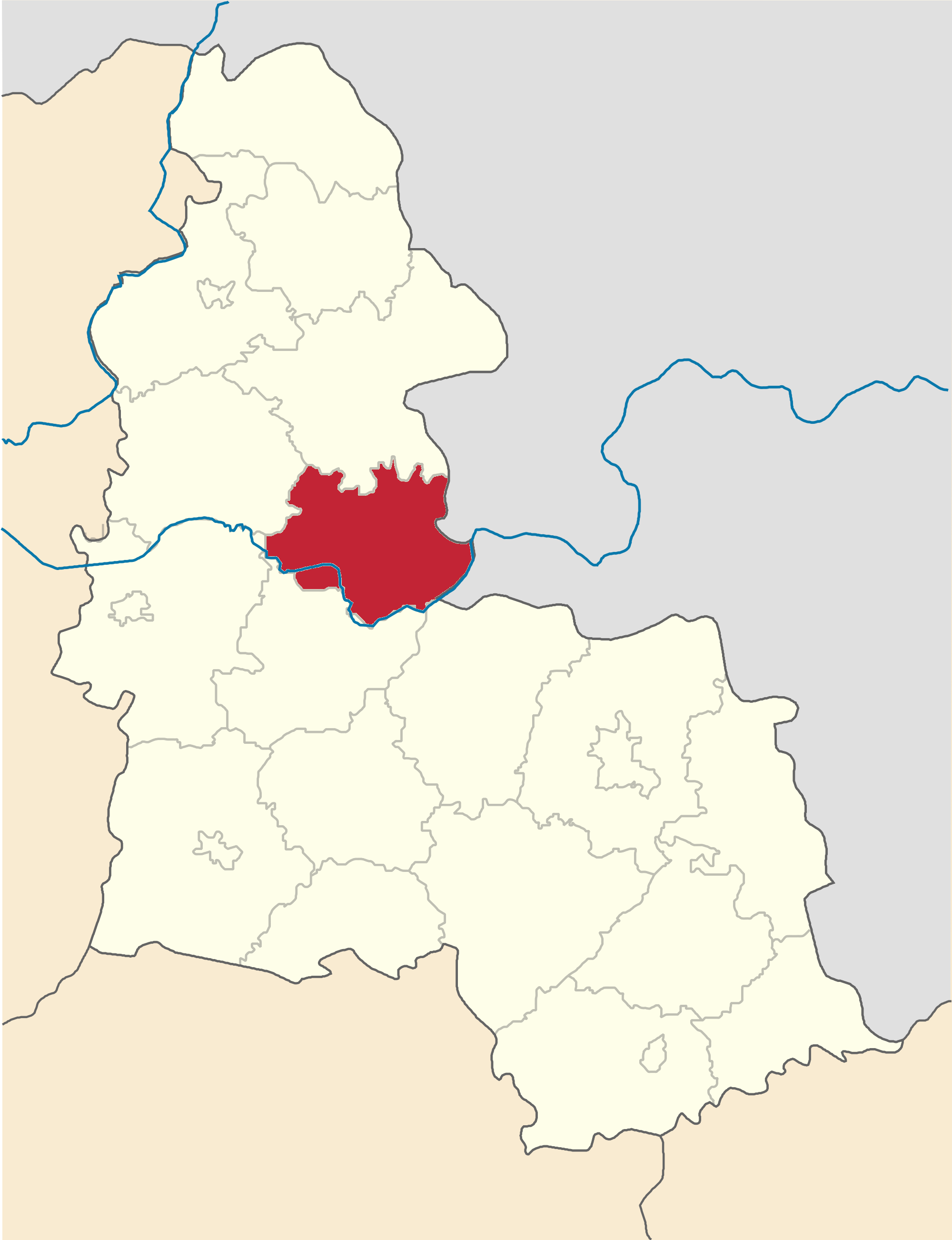
撤销前普蒂夫爾區在苏梅州的位置

普蒂夫爾區（烏克蘭語：Путивльський район）曾是烏克蘭東北部蘇梅州的一個區，行政中心設於普蒂夫尔，面積1,100平方公里，2013年人口28,803，人口密度每平方公里26.18人。
该区在2020年7月18日的乌克兰行政区划改革中被撤销，改革后蘇梅州下分为5个区。